# Diospyros scabrida
Diospyros scabrida là một loài thực vật có hoa trong họ Thị. Loài này được (Harv. ex Hiern) De Winter mô tả khoa học đầu tiên năm 1961.